# بيتي بتول
بيتي بتول (وُلدت في 16 تشرين الأول/أكتوبر 1964 في إيكسيل في بلجيكا) هي كاتبة بلجيكية-مغربية تتحدث الفرنسية وناشطة في مجال حقوق الإنسان في بلجيكا والمغرب، وبشكل أكثر تحديدًا في مكافحة العنف ضد النساء والاعتداء الجنسي على الأطفال.

## الحياة المُبكّرة والتعليم
بيتي بتول هي ابنة البلجيكيّة جانين فان دير شورين أما والدها فهو قدور بن الحويل وهو مغربي من منطقة كرسيف شرقي المغرب. عاشت بيتي بتول طفولتها بين بلجيكا (بروكسل، واترلو، شارلروا، نامور، دينانت، بورينج، إلخ) والمغرب ( إقليم كرسيف، ووجدة والجديدة) حيث تابعت دراستها باللغتين العربية والفرنسية. واجهت لاحقًا الرفض والتنمر بسبب العنصرية والإعاقة، وأيضًا بسبب سوء معاملة البالغين. اختارت في سنّ الثالثة عشر اسم بيتي بعدما سئمت من سخريّة الأطفال من اسمها الذي به خطأ إملائي (بيتسول).
نشأت بيتي ولديها الكثير من الندبات التي لم تستطع التخلص منها بما في ذلك آثار إدمانها على الكحول في ذاكرتها. أنهت دراسة العلوم الإنسانية وتابعت دراسة الاقتصاد (1984-1985). بدأت دراسة القانون (1985-1986)، لكنها اضطرت للتوقّف لأسباب عائلية، ثم تعرضت لسلسلة من العنف المنزلي لعدة سنوات قبل أن تعود على جميع المستويات. تزوَّجت في عام 1994 من باسكال لوران ولدى الثنائي أربعة أطفال: جوليان ولويس وبيير وجان.

## المسيرة المهنيّة
بعد عدة خبرات مهنية في Fromagerie de Maredsous، و في مركز الكمبيوتر [الأرشيف] وفي عددٍ من المصارف (Crédit Général، Nagelmaeckers) ، وخبرة كذلك في دور بيع السيارات (Bureau Legrand and Cetex)، والاستشارات (Temafield)، انضمَّت في آب/أغسطس 1999 إلى مجموعة Alstom Transport Group (Charleroi) في قسم الإشارات كمساعدة لنائب رئيس السكك الحديدية.
استأنفت في الوقت نفسه دراستها في الفصول المسائية. بعد التخرج بنجاح في تكنولوجيا المعلومات الإدارية (Aumôniers du Travail، Charleroi، 2001-2004)، حصلت على رخصة خاصة في الضرائب من جامعة مونس عام 2009. بفضل دراستها، وكذلك رغبتها في إثبات أنه يمكننا إعادة البناء على الرغم من الماضي السيّء، ستزدهر حيات بتول المهنية. عُيّنت في منصب مدير التكاليف والتخطيط في عام 2004 وعملت في السكك الحديدية الوطنية والدولية التي تم فيها تقديم ERTMS (نظام إدارة حركة السكك الحديدية الأوروبية).
أنجزت في عام 2007 أول مهمة مدقق داخلي لها في مواقع ألستوم المختلفة لمشروع Impact. عُيّنت في عام 2008 في منصب مدير المزايدة وتولَّت العروض كاملة في سوق SNCB (الشركة الوطنية للسكك الحديدية البلجيكية) وكذا في مترو شارلروا لـ TEC (النقل العام). كما شاركت في عروض دولية مثل الخط السريع بين الرباط وكازا للمكتب الوطني للسكك الحديدية، وخط السكك الحديدية بين بعض المدن في المملكة العربية السعودية أو عقد صيانة SBB (السكك الحديدية الفيدرالية السويسرية).
نشرت في عام 2010 كتاب "Un coquelicot en Hiver" لنشر شهادتها وتوزيعها وأيضًا قصص أخرى عن الأمل والأدلة العملية التي تهدفُ إلى تبادل الخبرات. حصلت في عام 2014 على دبلوم مدرب الحياة وبدأت بتنظيم ورش عمل لتنمية الثقة بالنفس. في عام 2016، ولمهاراتها في إدارة المشاريع وخبرتها في العمل التطوعي، انخرطت مع الصليب الأحمر البلجيكي لضمان دمج الكيانين في منطقة نامور. كانت هذه المهمة ناجحة بالنسبة لها، فحصلت خلالها أيضًا على شهادة الإسعافات الأولية. بحلول عام 2020 وبعد اجتياز امتحانات المساعد الإداري، عُيّنت من قبل مدينة فالُونيا للخدمات العامة وكان هذا تحديًا جديدًا لها كما ذكرت لاحقًا.

## الأنشطة
أسَّست في 16 تشرين الأول/أكتوبر 2010 جمعية Succès كوسيلة لمحاربة جميع أشكال العنف، ولحماية للشباب في المدارس وتوعية المهنيين في هذا المجال كما نظَّمت ورش عمل حول الثقة بالنفس. قدَّمت من خلال هذه الجمعيّة الدعم للضحايا في إعادة الإعمار كما نظَّمت مجموعات المناقشة وكذا تجمّعات الدعم المعنوي والمالي. قامت في عام 2014 مع السلطات البلدية بافتتاح أول معرض لها بعنوان Salon du Livre et des Artistes (SLAR) (بالعربيّة: معرض الكتاب والفنانين) في Sambreville لتكريم مجموعة واسعة من الفنانين، بما في ذلك الضحايا السابقين الذين اختاروا الفن. انتُخبت بيتي بتول «سيدة سلام بلجيكية»، وذلك لعملها في مجال الدعوة للسلام. تلقت دعوة الملك لحضور حفل في قصر لكن يوم 8 أيار/مايو 2012. حصلت على دعوة أيضًا بمناسبة اليوم اليوم العالمي للمرأة حيث كانت واحدة من 12 امرأة استثنائية تم ترشيحها في عام 2014. منذ عام 2018، تقدم جمعيتها للمهنيين في هذا المجال (ضباط شرطة، قضاة، خدمات الخط الأمامي ...) ورش عمل للتوعية حول استقبال الضحايا على أساس خبرتها دائمًا. تشارك بانتظام أو تنظم مسيرات لدعم مكافحة جميع أشكال العنف.